# Noemia submetallica
Noemia submetallica är en skalbaggsart som beskrevs av J. Linsley Gressitt 1940. Noemia submetallica ingår i släktet Noemia och familjen långhorningar. Inga underarter finns listade i Catalogue of Life.